# Zólyommiklós
Zólyommiklós (szlovákul: Detvianska Huta) község Szlovákiában, a Besztercebányai kerületben, a Gyetvai járásban.

## Fekvése
Herencsvölgytől 5 km-re keletre fekszik, a Vepor-hegység egyik 800 méter fölé emelkedő fennsíkján. Érinti a Herencsvölgyet Rimakokován (25 km) keresztül Nyustyával (39 km) összekötő 526-os út.
Keletről Látka, nyugatról Herencsvölgy, délnyugatról Divényoroszi, délről pedig Kotmány községekkel határos. Keleti és déli határa a történelmi Zólyom és Nógrád vármegye határa volt.
14,3127 km²-es területe nem változott számottevően a 20. század során (1921-ben 14,36 km² volt), 5 településrészre oszlik:
- Bratkovica
- Detvianska Huta
- Komárno
- Vrchdobroč
- Žabica

## Története
Miután Végleshuta környékén az üveggyártás eredményeként egyre kevesebb volt a fa, a terület birtokosa – a véglesi uradalom – 1761-ben engedélyt adott Bernard Hupka morva üvegesmesternek új huta alapítására a Gyetva fölötti erdőségekben. Az első állandó lakosok (14 család) 1763. július 25-én érkeztek Morvaországból (Vsetín és Brumov környékéről). A 18. században létrejött települést 1773-ban „Miklósfalva” néven említik. 1775-ben a huta és a körülötte kialakult település (Miklóshuta vagy Miklósfalva, nevét a véglesi uradalom birtokosáról, Esterházy Miklós-ról kapta) bérlője Martin Michna véglesi üvegesmester lett. 1785-ben a településnek már 590 lakosa volt. 1790-ben épült az első fatemplom, ugyanebből az évből származik a község első pecsétje, melynek alapján a jelenlegi címert is elkészítették.
A 18. század végén Vályi András így ír róla: „MIKLÓSFALVA. Zólyom Vármegyében.”
1801-ben megszűnt az üveghuta, az üvegipari munkások egy része ekkor Herencsvölgyre, az ott újonnan megnyílt hutához költözött át. 1804-ben megalakult Zólyommiklós egyházközsége. Az üvegipar hanyatlásával a község lakossága számára a fő foglalkozási ággá a fakitermelés vált a 19. században és a 20. század első felében.
Fényes Elek 1851-ben kiadott geográfiai szótárában így ír a faluról: „Miklósfalva, tót falu, Zólyom vmegyében, Nógrád vmegye szélén: 1184 kath., 1 evang. lak. Kath. paroch. templom. Van fürész-malma. Rengeteg erdeje, sok juha, sovány földe. F. u. h. Eszterházy. Ut. postája Nagy-Szalatna.”
1882-1902 között „Miklósfalu” vagy „Gyetvahuta” néven szerepel. A „Zólyommiklós” nevet hatósági úton állapították meg 1907-ben. A trianoni diktátumig Zólyom vármegye Nagyszalatnai járásához tartozott.
A második világháború alatt a németek 28 lakost hurcoltak a buchenwaldi és mauthauseni megsemmisítő táborokba. A 20. század folyamán a község lakossága kevesebb, mint felére csökkent.

## Népessége
| Év:            | 1994. | 2004.   | 2014.   | 2024.   |
| -------------- | ----- | ------- | ------- | ------- |
| Emberek száma: | 820   | 756     | 704     | 689     |
| Eltérés:       |       | -7,80 % | -6,87 % | -2,13 % |

| Év:            | 2023. | 2024.   |
| -------------- | ----- | ------- |
| Emberek száma: | 685   | 689     |
| Eltérés:       |       | +0,58 % |

1910-ben 2049, túlnyomórészt szlovák anyanyelvű lakosa volt.
1921-ben 1882 lakosa volt, ebből 1881 volt csehszlovák nemzetiségű és kivétel nélkül valamennyien római katolikus vallásúak voltak.
2001-ben 779 lakosából 774 szlovák volt.
2011-ben 722 lakosából 696 szlovák volt.

## Híres emberek
- Zólyommiklóson volt pap 1878-1894 között Peter Tomkuljak (1838-1894) egyházi író, a szlovák nemzeti mozgalom résztvevője (emléktábláját halálának 100. évfordulóján helyezték el a templom falán).
- A helyi iskola igazgatója volt Jozef Pupák, aki 1945-ben halt hősi halált a német megszállók elleni harcban. Emléktábláját 1970-ben helyezték el az iskola falán.
- Itt született 1922-ben Milan Kolibiar matematikus.
- Itt született 1932-ben Eduard Gombala költő, oktató, irodalomtörténész.

## Nevezetességek
- Római katolikus temploma neoromán stílusban épült 1842-1843-ban.
- Faragott fakereszt a temetőben.

## Képtár

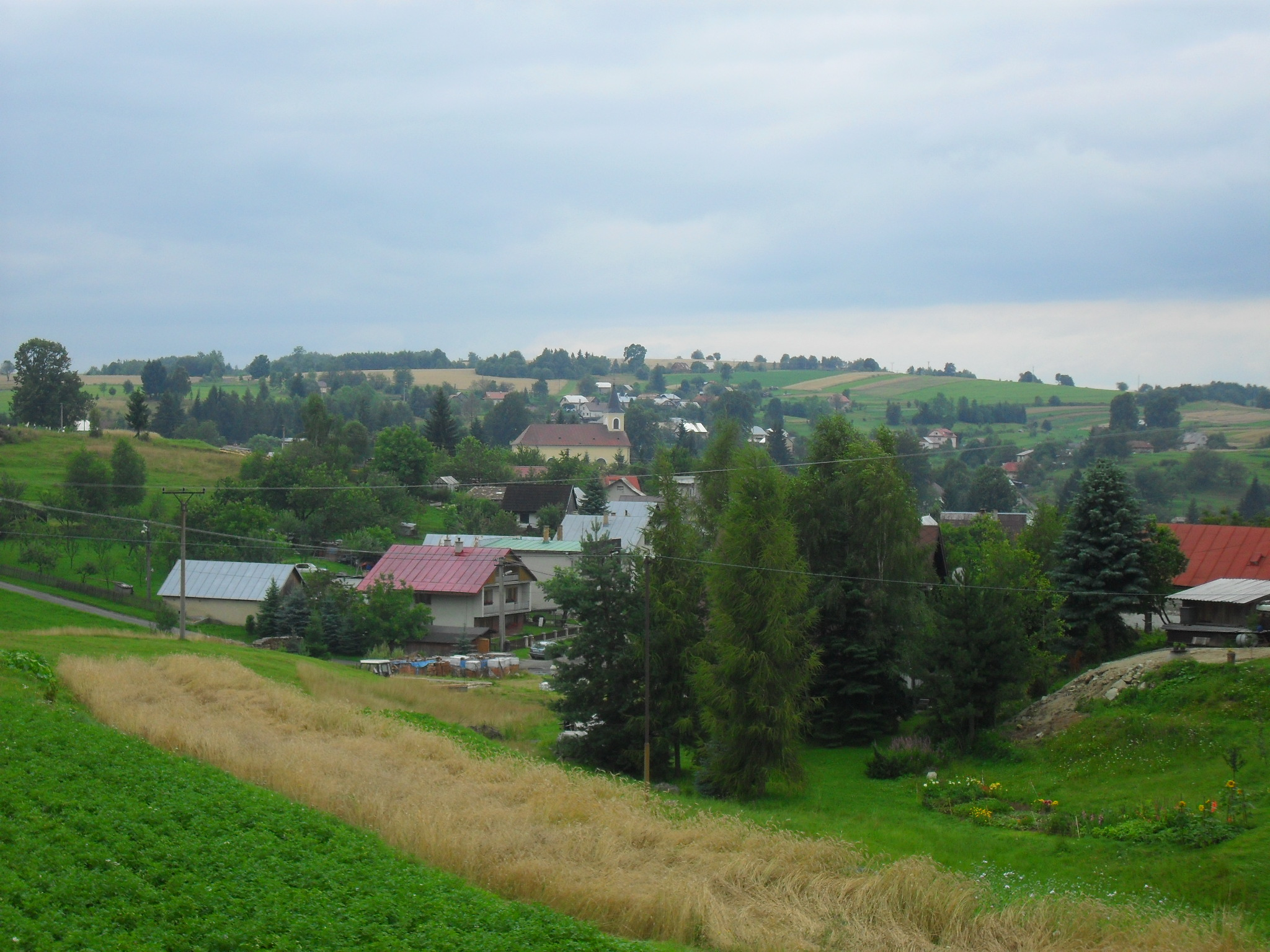
A falu látképe
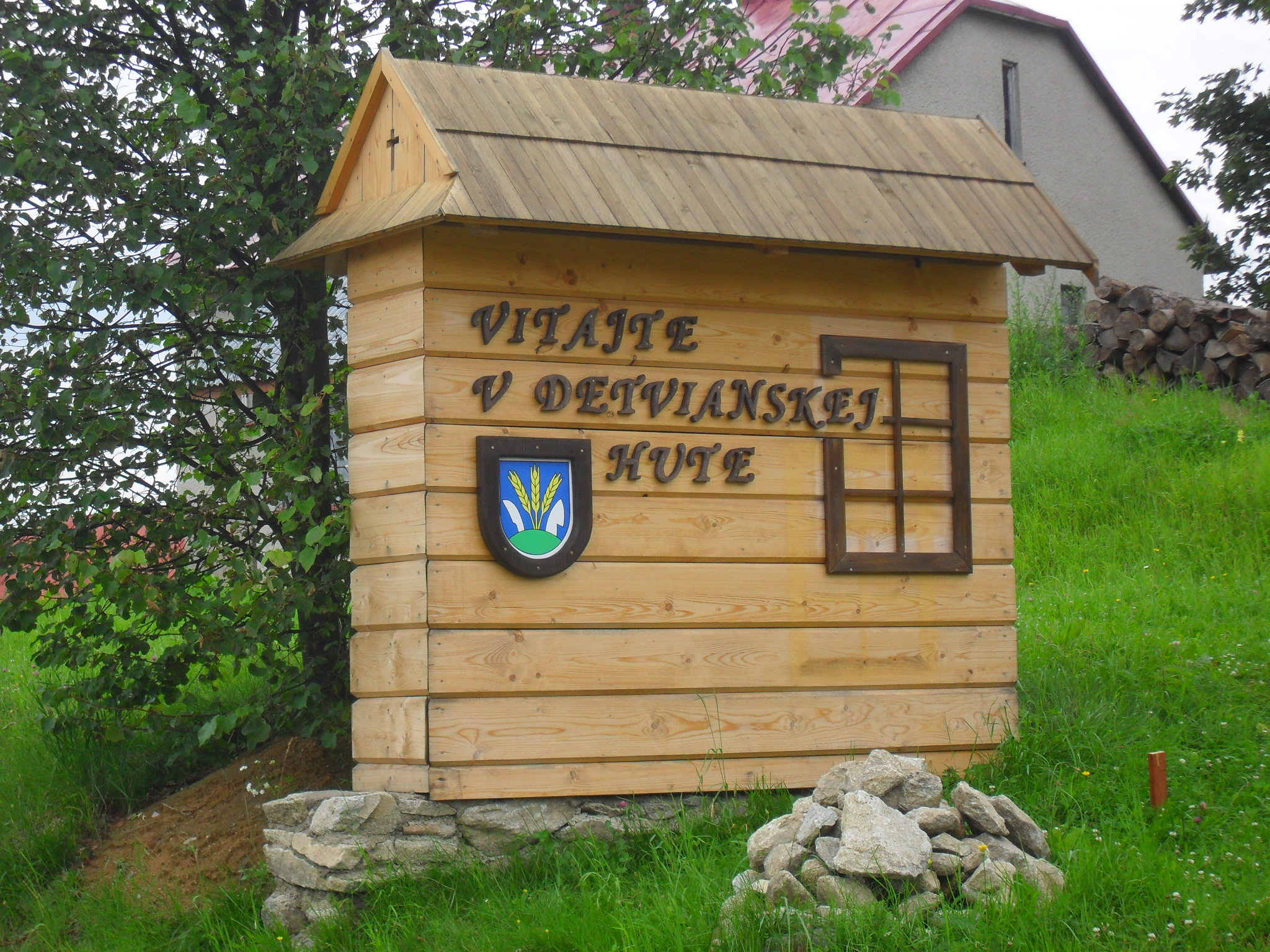
Üdvözlőtábla
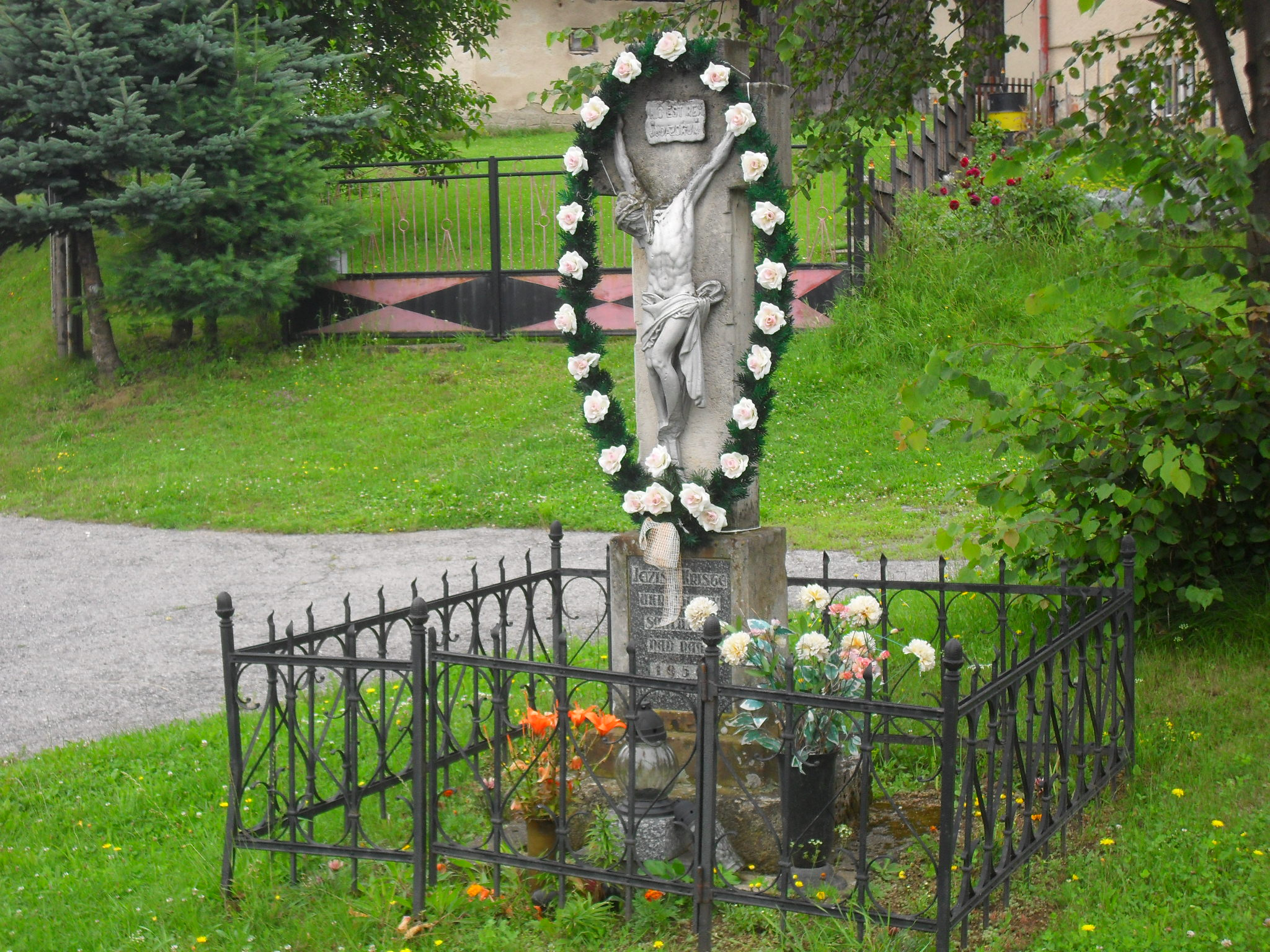
Útmenti kereszt Zólyommiklóson
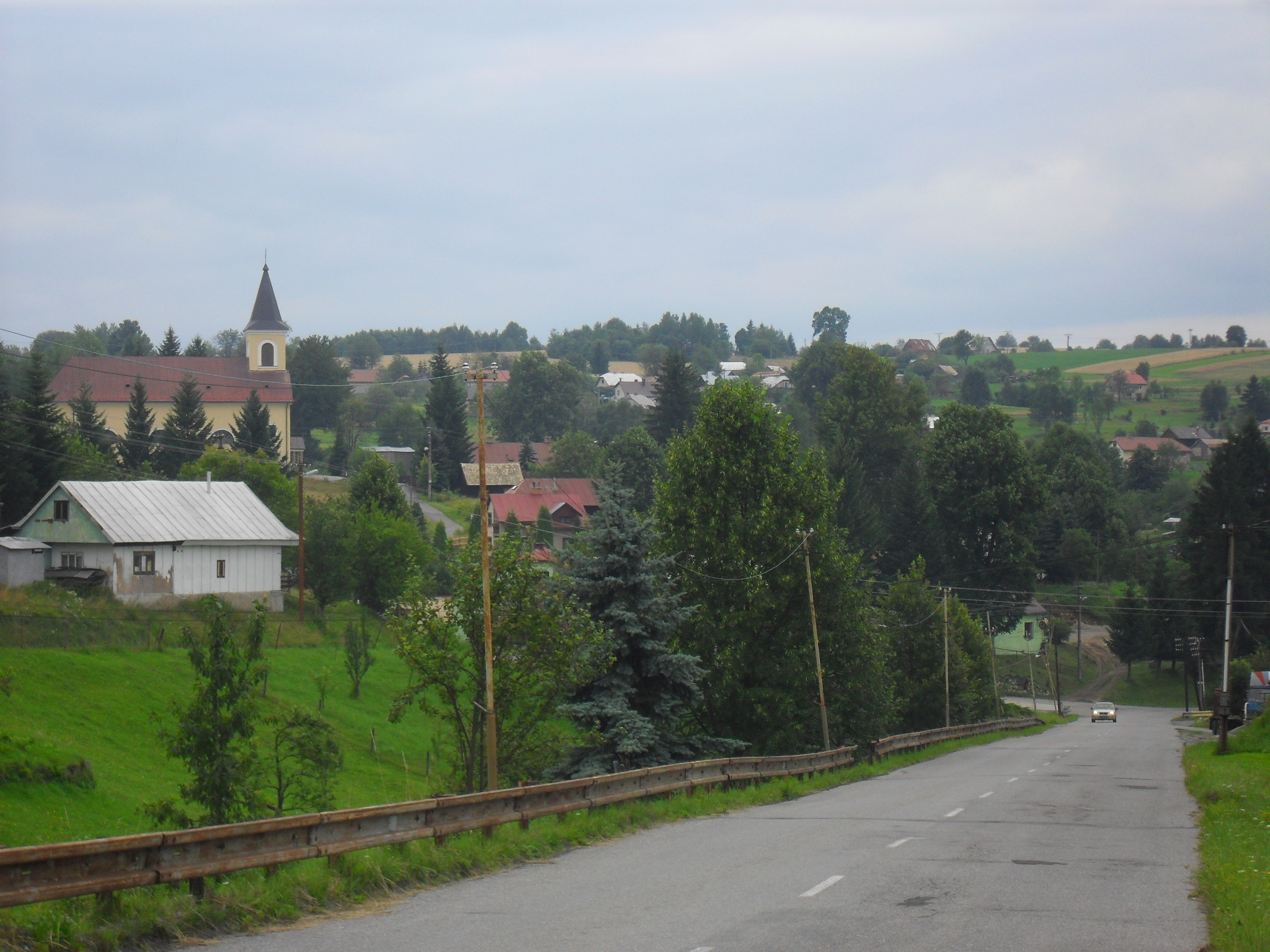
Zólyommiklósi részlet az 526-os úttal
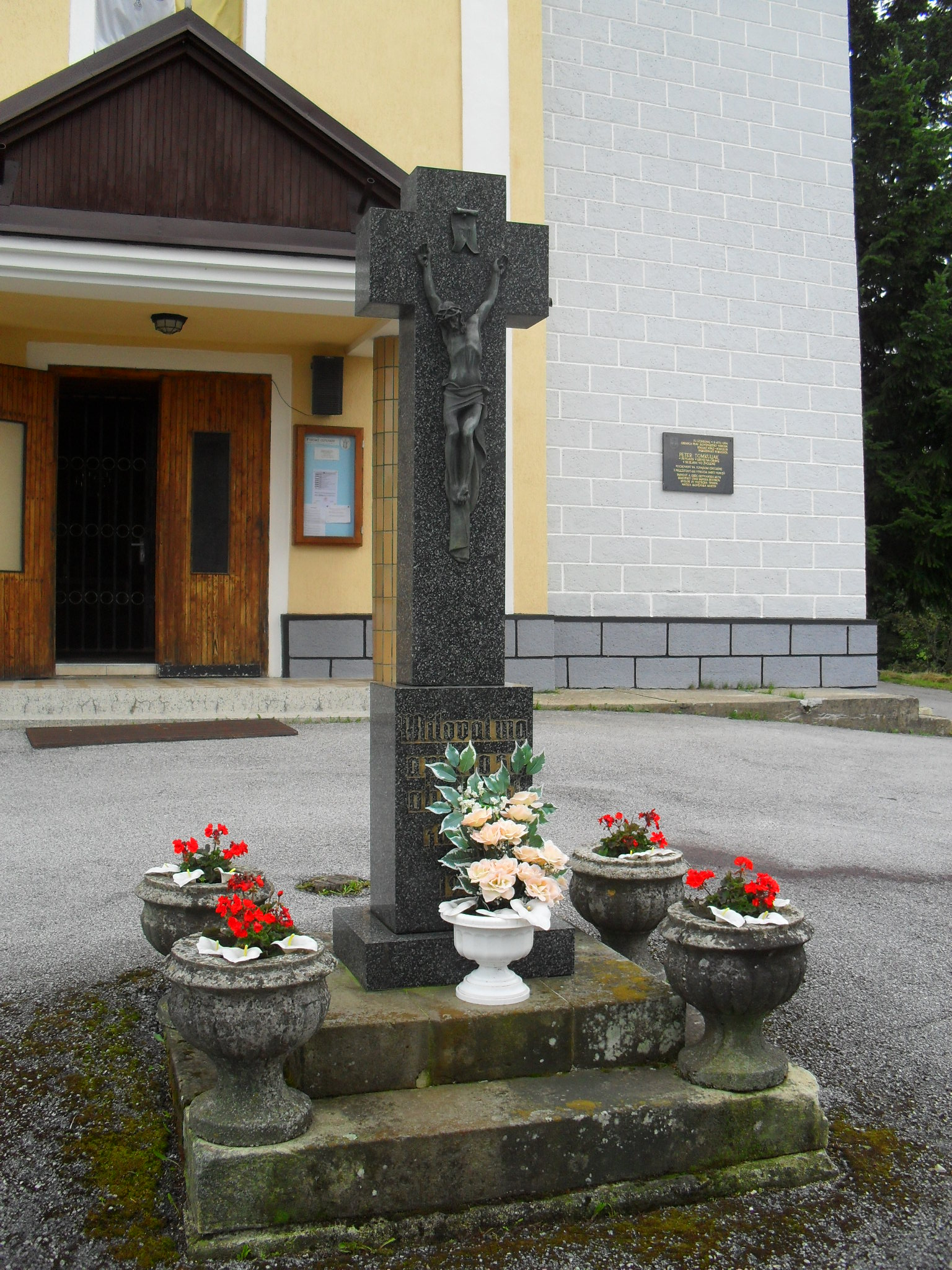
Feszület a katolikus templom előtt
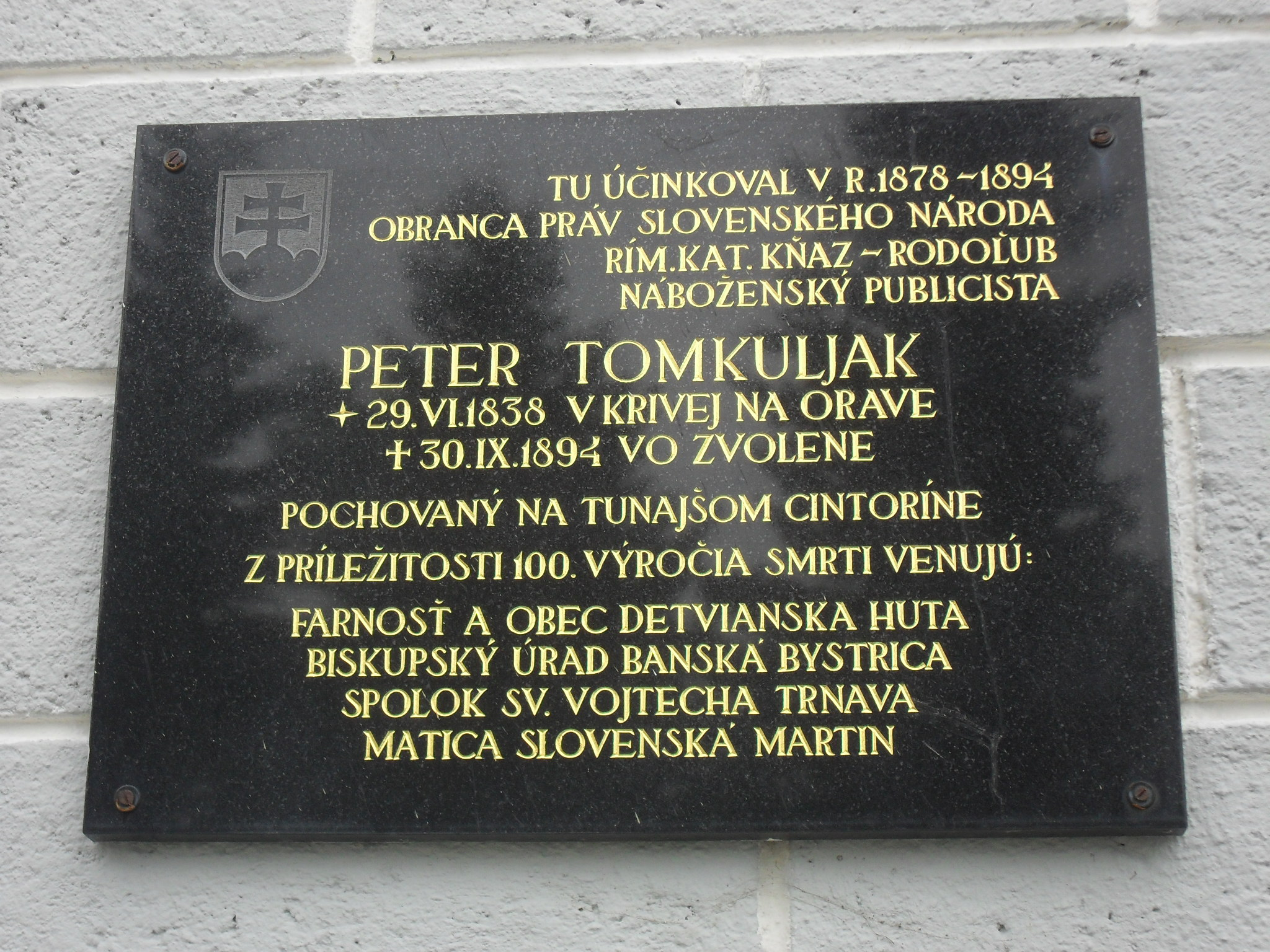
Peter Tomkuljak emléktáblája
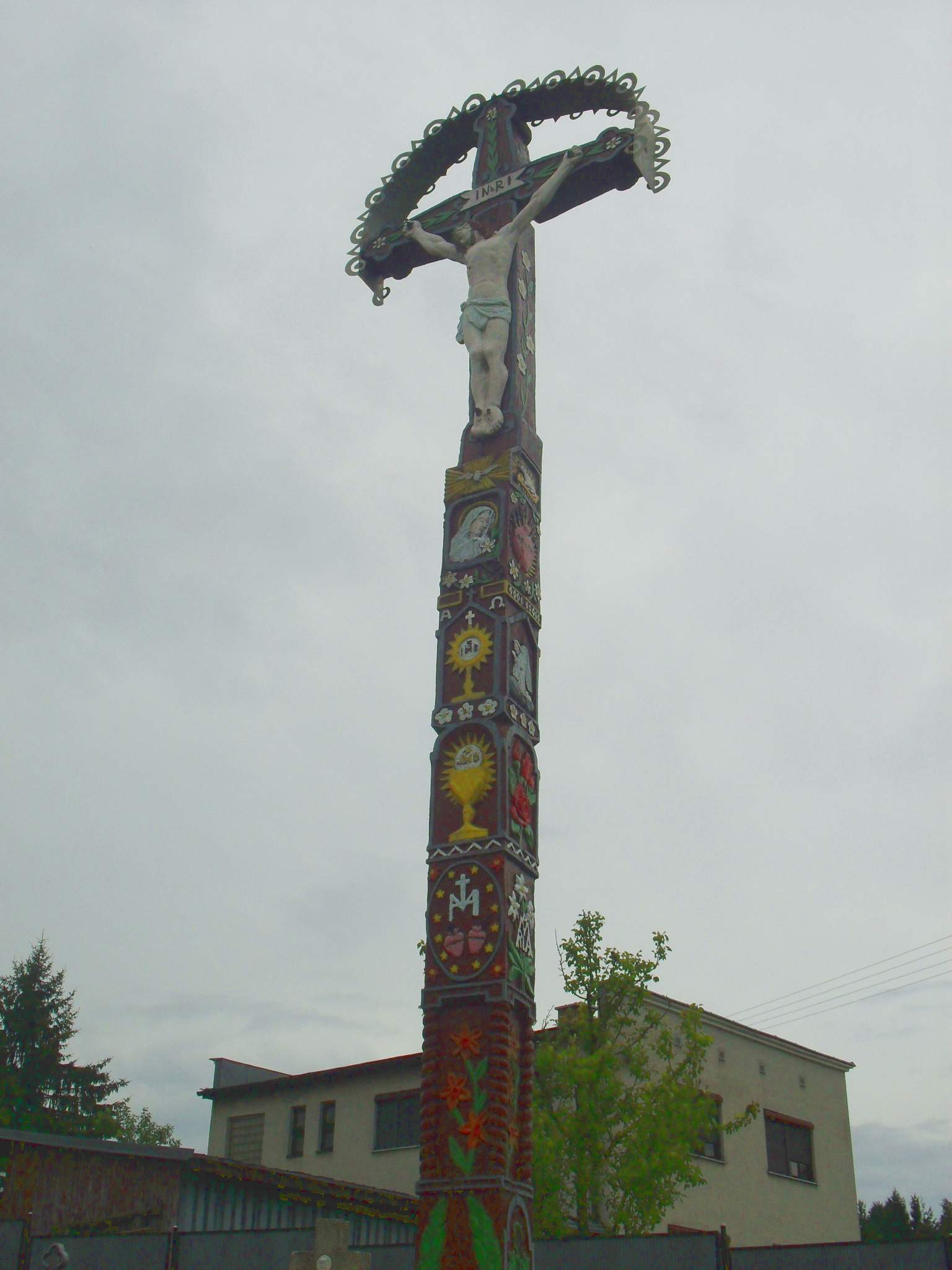
Faragott fakereszt a temetőben
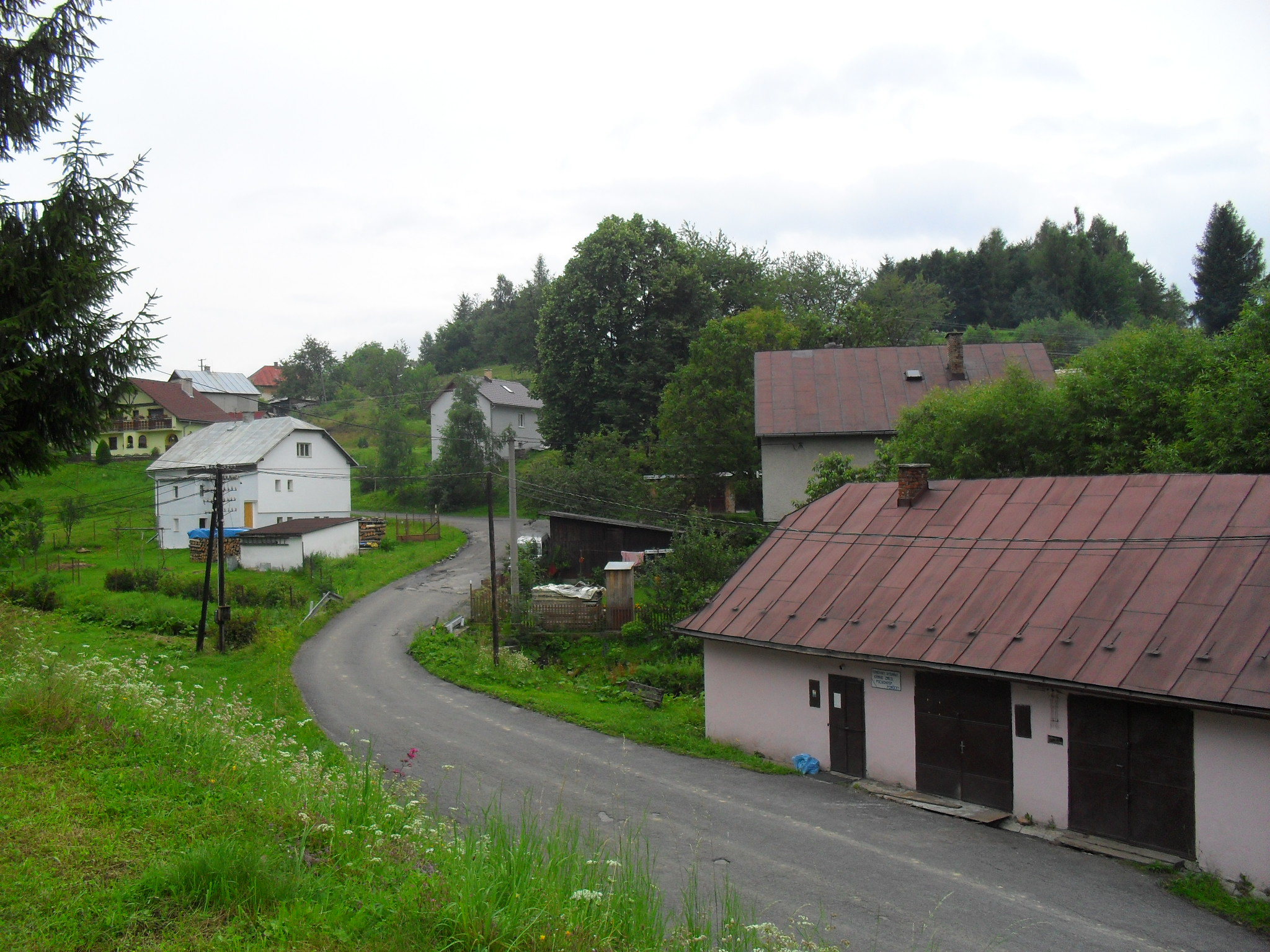
Utcarészlet
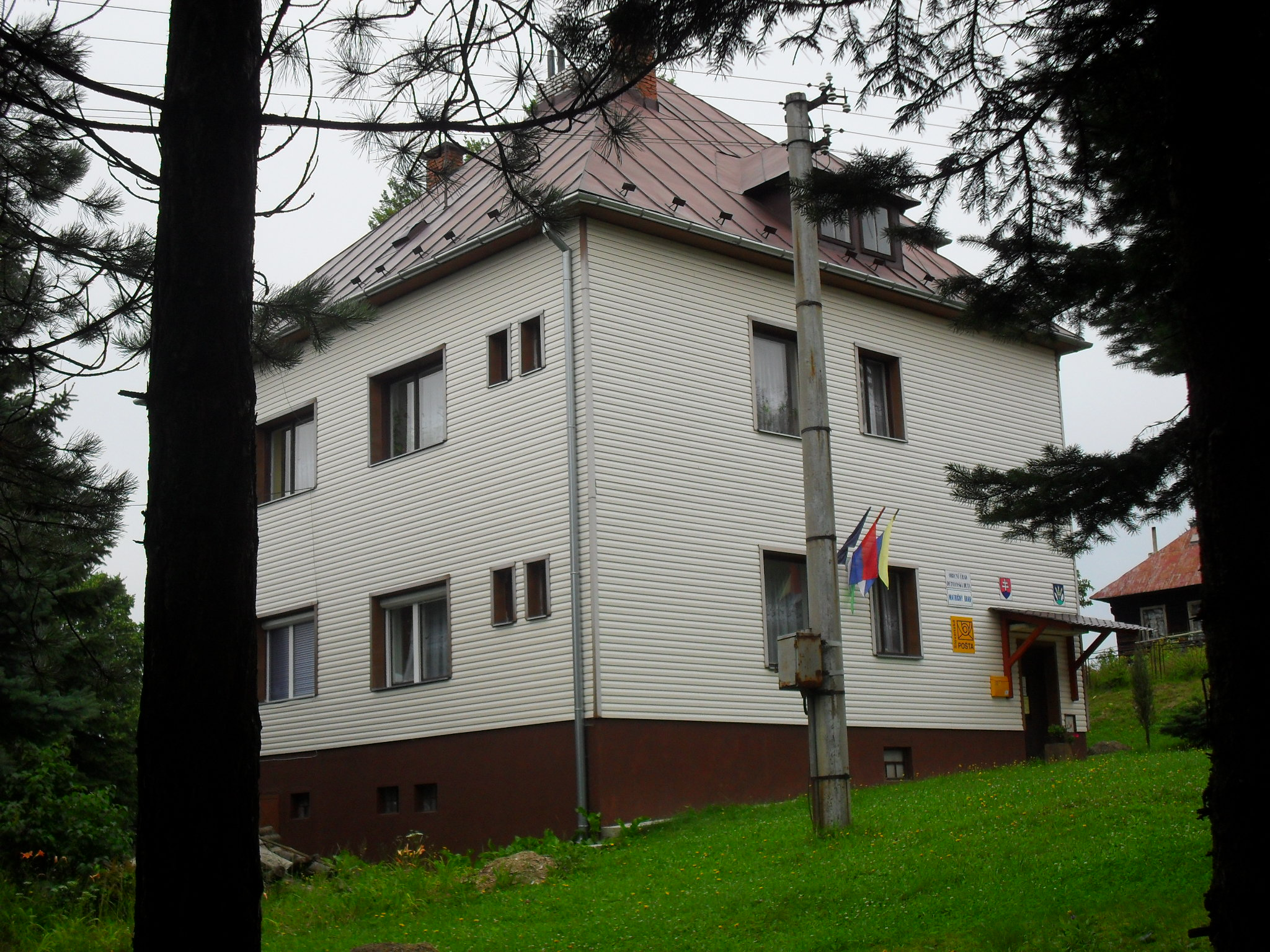
Községi hivatal
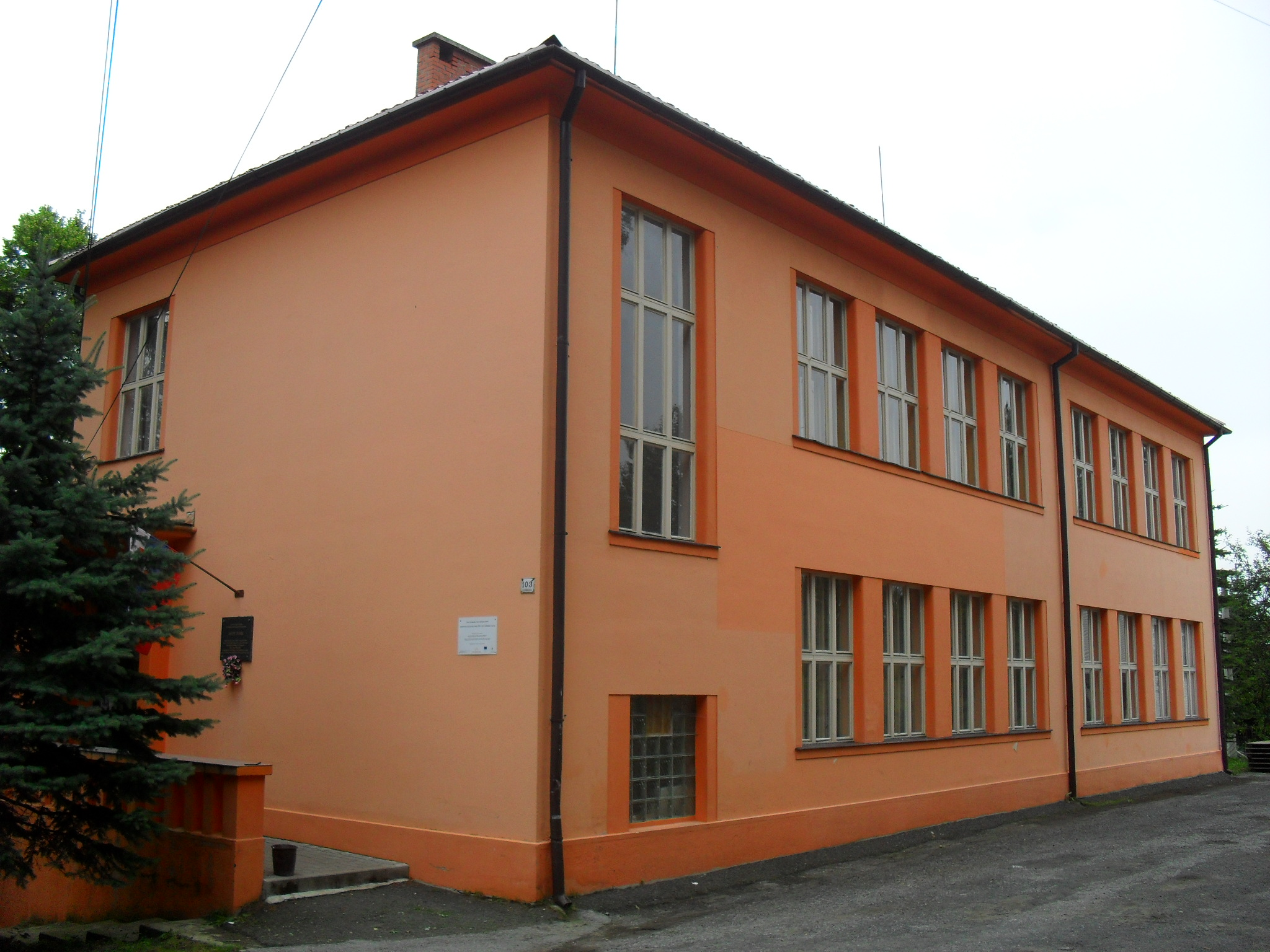
Iskola
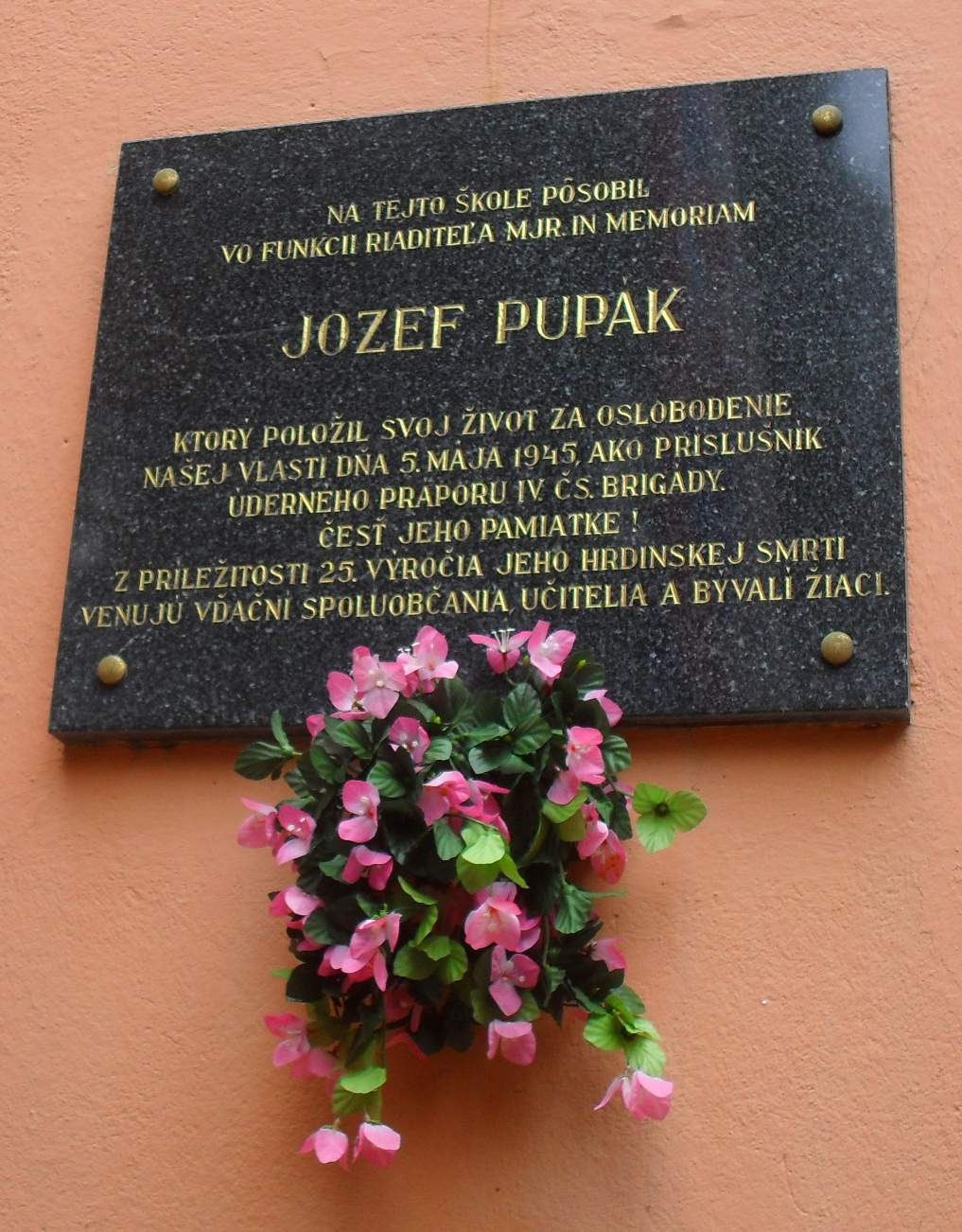
Jozef Pupák emléktáblája